# St. Johannes der Täufer (Reichardsroth)

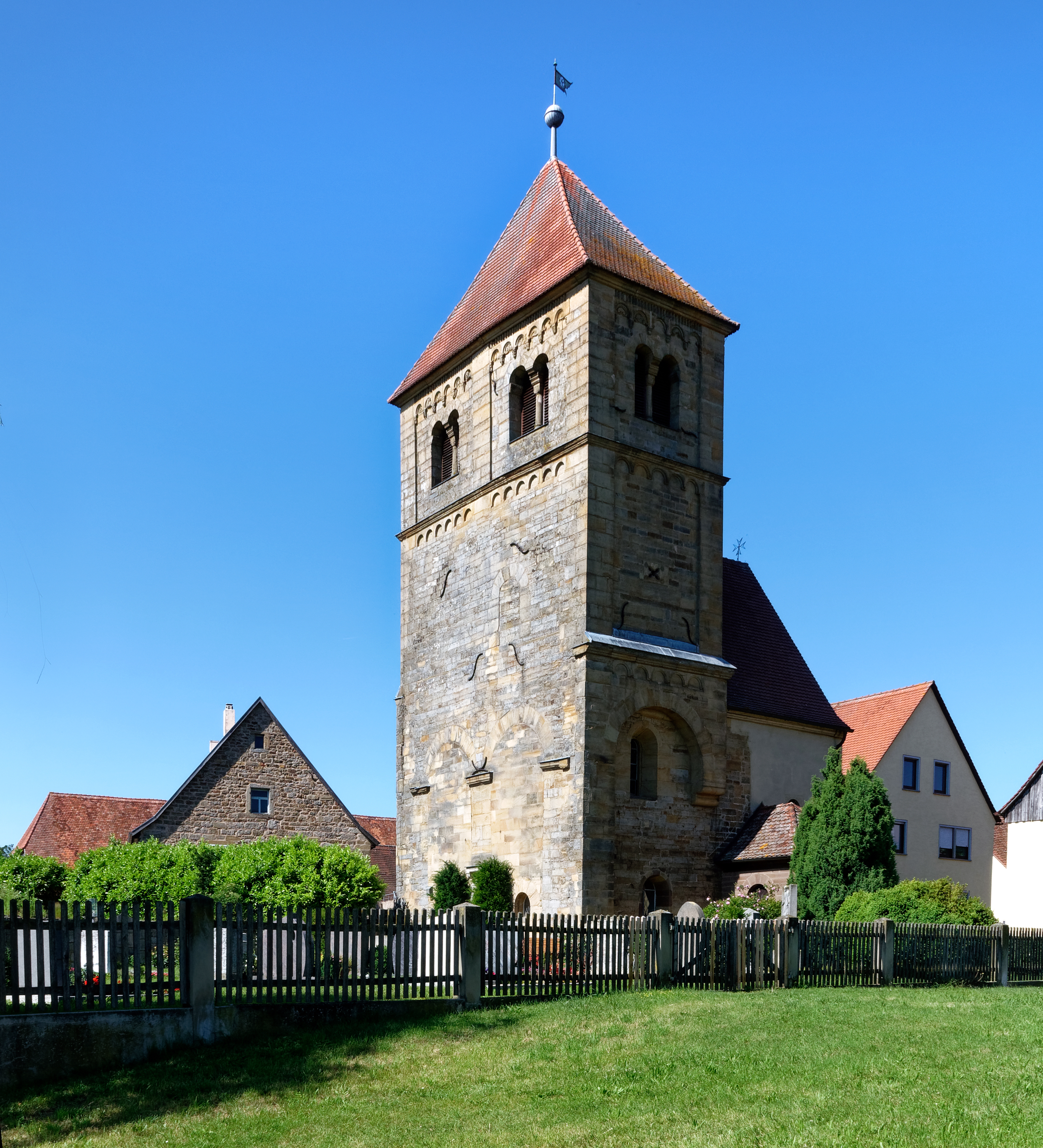
St. Johannes der Täufer in Reichardsroth

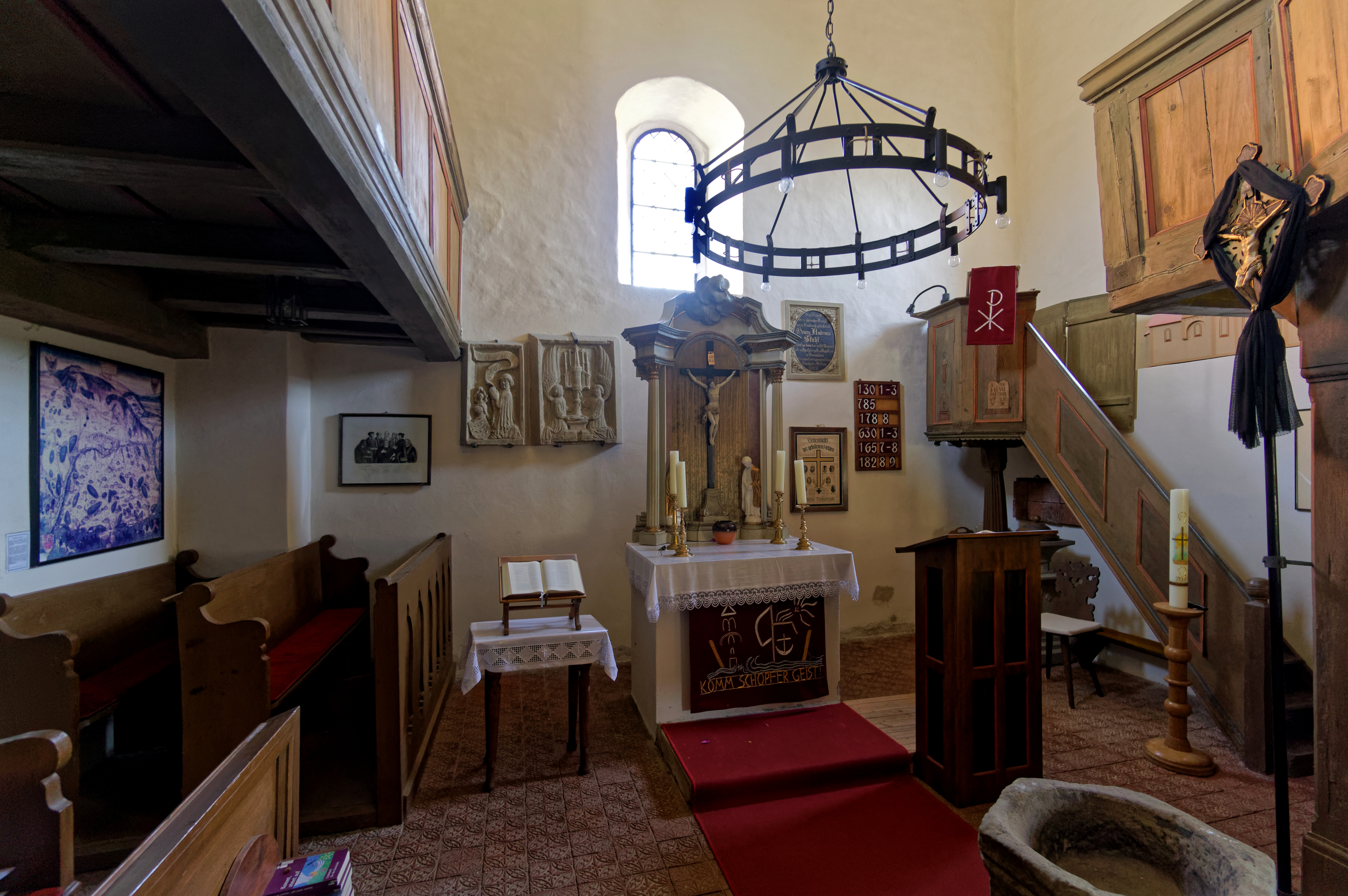
Innenraum

Die denkmalgeschützte, evangelisch-lutherische Filialkirche St. Johannes der Täufer steht in Reichardsroth, einem Gemeindeteil von Ohrenbach im Landkreis Ansbach (Mittelfranken, Bayern). Die Kirche ist unter der Denkmalnummer D-5-71-188-20 als Baudenkmal in der Bayerischen Denkmalliste eingetragen. Die Kirche gehört zur Pfarrei Langensteinach im Dekanat Uffenheim im Kirchenkreis Ansbach-Würzburg der Evangelisch-Lutherischen Kirche in Bayern.

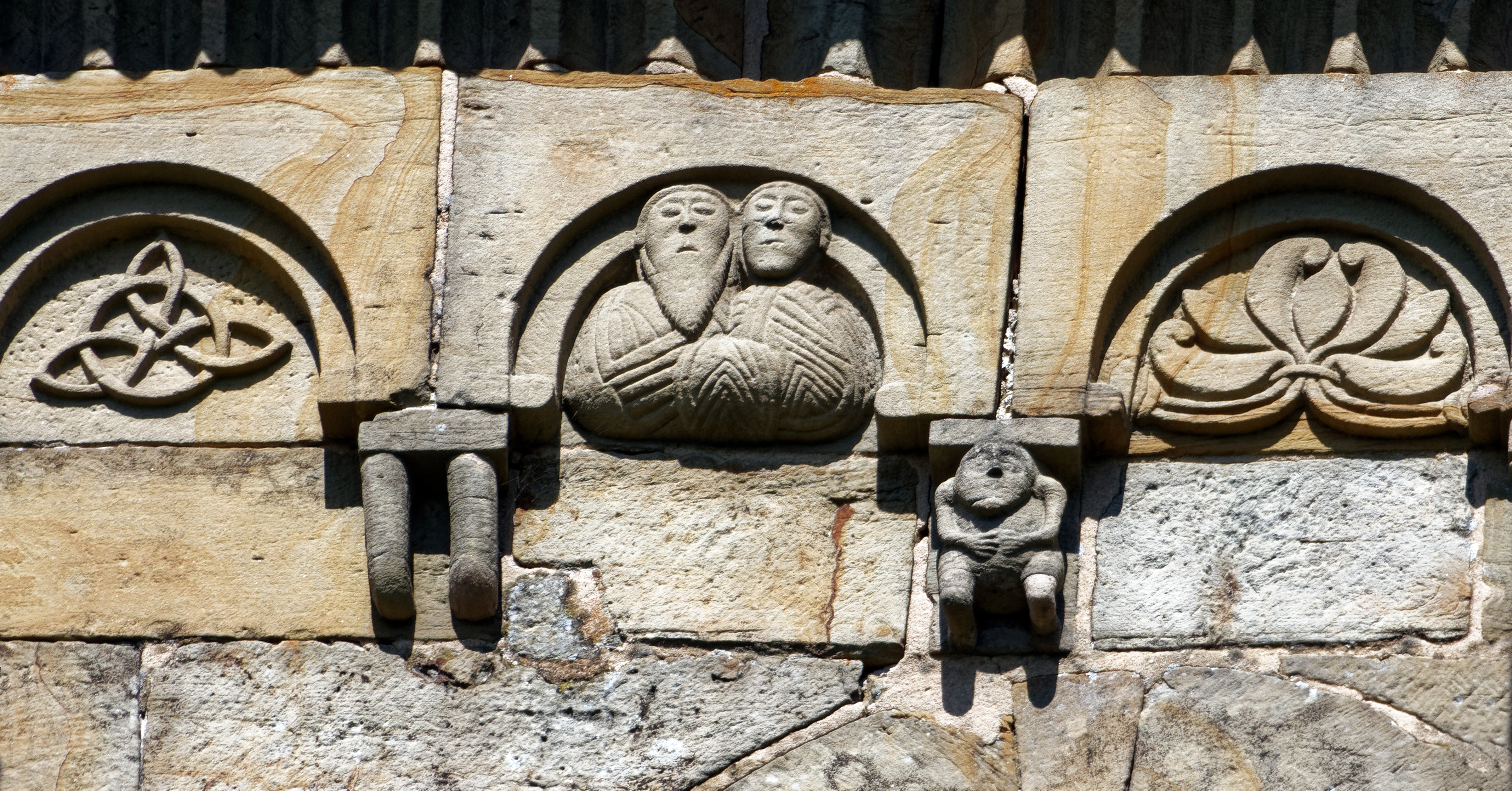
Romanischer Fries (Detail) am Turm der Johanneskirche.

## Beschreibung
Die Saalkirche ist die ehemalige, 1254 geweihte Spitalkirche, die zu einem vom Johanniterorden versorgten Hospital gehörte, das durch Kaiser Barbarossa Ende des 12. Jahrhunderts gestiftet wurde. Nach der Reformation zogen sich 1559 die Johanniter aus dem Hospital zurück und die Kirche verfiel. 1806 wurde die Kirche bis auf den viergeschossigen, querrechteckigen, mit einem Zeltdach bedeckten Vierungsturm, der mit Lisenen und Bogenfriesen gegliedert ist, und ein Joch des mit einem Satteldach bedeckten Chors mit der angebauten Sakristei. Das oberste Geschoss des Turms beherbergt hinter den als Biforien gestalteten Klangarkaden den Glockenstuhl. Der Innenraum des Chors hat an drei Seiten Emporen. Sein ursprüngliches Kreuzrippengewölbe wurde durch eine Flachdecke ersetzt. Das Erdgeschoss des Vierungsturms war ursprünglich mit einem Kreuzgratgewölbe überspannt und mit Arkaden gegen das Kirchenschiff und den Chor geöffnet.